# Pierre Fairbank
Pour les articles homonymes, voir Fairbank.
Pierre Fairbank, né le 27 juillet 1971 à Hienghène en Nouvelle-Calédonie, est un athlète sprinteur handisport paraplégique concourant en fauteuil roulant. Il prend part aux épreuves de stade et de marathon.
Son niveau de handicap est T53, catégorie destinée à ceux qui pratiquent de l’athlétisme en fauteuil roulant se propulsant uniquement des bras et des épaules.

## Carrière sportive
Pierre Fairbank est atteint d'une myélite contractée à 9 ans à la suite d'un vaccin. Il participe à sa première compétition handisport à l'âge de 15 ans.
En 1998, il participe à ses premiers championnats du monde à Nottingham où il décroche le titre au relais 4x100m T53-54. Il brille aux Jeux paralympiques de Sydney avec le titre sur 200m (catégorie T53), l'argent sur 400m et le bronze sur 800m. En 2002, il devient champion du monde en individuel sur le 400m et 800m.
Sur les jeux paralympiques de 2004 et 2008, il participe aux succès de l'équipe de France de relais en fauteuil. En individuel, il calera à la quatrième place sur 800m en 2004 ou sera battu en finale sur d'autres distances.
Pour ses quatrièmes jeux en 2012, il n'obtient pas de médaille, finissant septième du 800m T53 et participant à son premier marathon paralympique, sans pouvoir le finir.
En 2016, il est double médaillé d'argent et de bronze respectivement sur 800m T53 et 400m T53. Il réalise une belle performance au marathon de Londres en novembre de cette année-là.
En 2021, alors âgé de 50 ans, il remporte les trois titres aux championnats d'Europe ; ce sont pour lui ses sixièmes jeux paralympiques à Tokyo où il bat le record d'Europe en série sur 400m ; s'il obtient une place de finalistes T53 sur 100m (5e en 15,41 s) et sur 400m (6e en 50 s), il obtient le bronze sur 800m pour terminer ses jeux.  
En 2024, il redevient champion du monde du 400 mètres individuel à l'âge de 52 ans. Il termine 4e de la finale du 800 mètres T53, 5e de la finale du 100 mètres T53 et sixième de la finale du 400 mètres T53 des Jeux paralympiques de Paris.

## Palmarès

### Jeux paralympiques
- Jeux paralympiques de 2000 : Sydney,  Australie
  -  Médaille d'or sur 200m T53
  -  Médaille d'argent sur 400m T53
  -  Médaille de bronze sur 800m T53
- Jeux paralympiques de 2004 : Athènes,  Grèce
  -  Médaille d'argent sur 4x400m T53-54
  -  Médaille de bronze sur 4x100m T53-54
- Jeux paralympiques de 2008 : Pékin,  Chine
  -  Médaille de bronze sur 4x400m T 53-54
- Jeux paralympiques de 2016 : Rio de Janeiro,  Brésil
  -  Médaille d'argent sur 800m T53
  -  Médaille de bronze sur 400m T53
- Jeux paralympiques de 2020 : Tokyo,  Japon
  -  Médaille de bronze sur 800m T53

### Championnats du monde
- Championnats du monde d'athlétisme handisport 1998 : Birmingham,  Royaume-Uni
  -  Médaille d'or sur 4x100m T53-54
- Championnats du monde d'athlétisme handisport 2002 : Villeneuve-d'Ascq,  France
  -  Médaille d'or sur 400m T53
  -  Médaille d'or sur 800m T53
  -  Médaille d'argent sur 200m T53
  -  Médaille d'argent sur 4x400m T53-54
- Championnats du monde d'athlétisme handisport 2006 : Assen,  Pays-Bas
  -  Médaille de bronze sur 4x400m T53-54
- Championnats du monde d'athlétisme handisport 2013 : Lyon,  France
  -  Médaille de bronze sur 800m T53
  -  Médaille de bronze sur 200m T53
- Championnats du monde d'athlétisme handisport 2015 : Doha,  Qatar
  -  Médaille de bronze sur 100m T53
  -  Médaille de bronze sur 800m T53
  -  Médaille de bronze sur 4x400m T53-54
- Championnats du monde d'athlétisme handisport 2017 : Londres,  Royaume-Uni
  -  Médaille d'argent sur 800m T53
  -  Médaille de bronze sur 200m T53
- Championnats du monde d'athlétisme handisport 2024 : Kobe,  Japon
  -  Médaille d'or sur 400m T53
  -  Médaille d'or sur 800m T53

## Engagement politique
Pierre Fairbank a participé à la fondation du parti politique non-indépendantiste néo-calédonien Calédonie ensemble en 2008. Il est élu sous cette étiquette conseiller municipal de Nouméa en 2014. En 2018, il adhère au niveau national à La République en marche (LREM), avec d'autres personnalités de Calédonie ensemble.

## Honneurs et distinctions
- Chevalier de la Légion d'honneur (2000)
- Officier de l'ordre national du Mérite (2004)
- Commandeur de l'ordre national du Mérite (2008)